# Stanislao Barracco
(Stanislao Barracco al deputato Giovanni Battista La Cecilia, che annunciò per conto del Re lo scioglimento del Parlamento napoletano)
Stanislao Barracco (Crotone, tra il 1815 e il 1825 – Napoli, 1880) è stato un nobile, politico e patriota italiano.

## Biografia
Rampollo della potente famiglia crotonese dei Barracco, fu fratello dei più noti Alfonso, Giovanni e Roberto.
Nel 1848 fu deputato al Parlamento napoletano per i distretti di Catanzaro e Cotrone; in quell'anno fu designato il liberale Carlo Troja a capo del governo, nominato dal re Ferdinando II.
Il 15 maggio 1848 fu tra i principali firmatari della protesta avviata all'indirizzo del Re da Pasquale Stanislao Mancini, reo secondo quest'ultimo di voler modificare la Costituzione su richiesta dei deputati costituzionali e repubblicani, senza però ottenere il consenso del resto del Parlamento. Ebbero così inizio i moti liberali del 1848, meglio noti col nome di primavera dei popoli.
Stanislao Barracco venne in seguito arrestato e condotto nel carcere di Santa Maria Apparente di Napoli, salvo poi essere rilasciato su cauzione per 10.000 ducati con obbligo di presenza durante l'istruzione del processo.